# Сосновецкое гетто
Сосновецкое гетто — еврейское гетто в Сосновце, созданное нацистами в период оккупации территории Польши.

## Информация о гетто
До начала Второй мировой войны в Сосновце жило около 30 тысяч евреев, что составляло 20 % населения города. В первые месяцы после захвата города немцы стали преследовать еврейское население, уже 9 сентября 1939 года немцы разрушили Большую синагогу, вскоре началось переселение евреев из окрестных мест в Сосновец. Ввиду чего еврейское население города увеличилось до 45 тысяч человек.
В Сосновце был создан юденрат во главе с Моше Мериным. В 1940 году был организован «Центр советов старейшин еврейских общин в Восточной Верхней Силезии», во главе которого стал Мерин, он получил контроль над всеми юденратами над 32 общинами из 10 областями округа, включая, в частности, гетто в Домброва-Гурниче.
Тысячи евреев Сосновецкого гетто были депортированы в концентрационный лагерь Освенцим в июне 1943 года. Само же гетто было ликвидировано два месяца спустя, почти все находившиеся там узники также были депортированы в Освенцим и уничтожены.
Последние 400 узников были отправлены в Освенцим 13 января 1944 года.
В гетто существовало вооружённое подполье. К моменту ликвидации гетто подпольщики располагали 6 бункерами, 20 пистолетами и несколькими десятками гранат. 3 августа 1943 года во время последней депортации бойцы подполья оказали немцам вооружённое сопротивление и почти все погибли. В память этого восстания одна из улиц в городе названа именем «Героев гетто» (пол. Bohaterów Getta).